# Joub Jannine

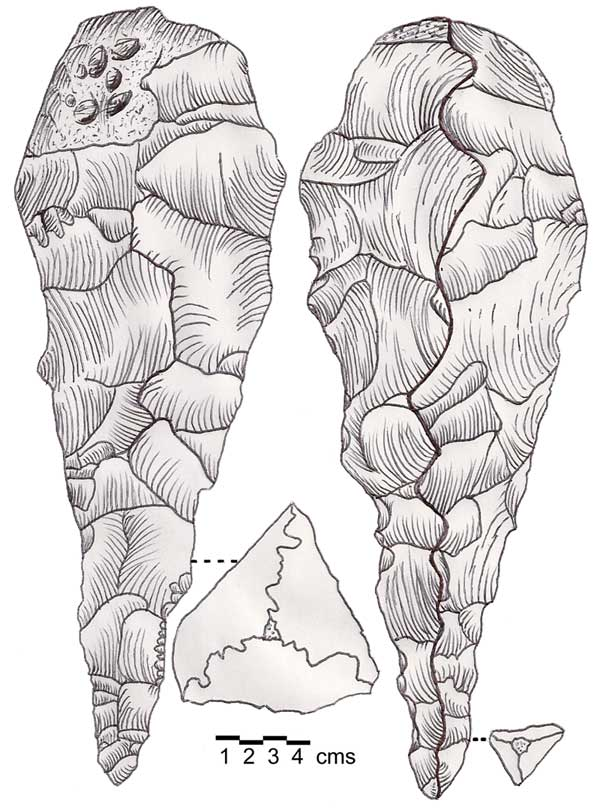
Trihedralneolithische Axt oder Picke aus Joub Jannine II, Libanon. Beiger Feuerstein, braun patiniert. Aus der Sammlung von Museum Libanesischer Vorgeschichte an der Université Saint-Joseph, Beirut, Libanon.

Joub Jannine (arabisch جب جنين, DMG Ǧub Ǧannīn) ist eine Stadt im Bekaa-Tal im Libanon.
Joub Jannine ist während des Winters die Bezirkshauptstadt des Distrikts West-Bekaa, während im Sommer Saghbine diese Rolle übernimmt. Mit einer geschätzten Bevölkerung von 14,728 ist Joub Jannine die größte Stadt im Bezirk. Die Gemeinde wird mehrheitlich von sunnitischen Muslimen bewohnt.
Nördlich der Stadt ist Ghazze, östlich Kamid Al-Lawz und südlich Lala. Im Westen liegt das für seinen Weinbau bekannte Kefraya.

## Geschichte
1838 beschrieb Eli Smith ein sunnitisch Muslimisches Dorf im Bekaa-Tal namens Jubb Jenin.

## Archäologische Stätten
Joub Jannine I ist eine kleine Oberflächenstätte, die durch Erosion eines Baches freigelegt wurde. Sie befindet sich 8 km nordöstlich von Qaraoun in einer Reihe von Ausläufern, 1 km nördlich eines kleinen Dorfes namens Jebel Gharbi, zwischen zwei Wegen, etwa 200 m westlich von Cote 878. Die Stätte wurde von Dubertret entdeckt und beinhaltet eine Sammlung von Feuersteinwerkzeugen, die von Henri Fleisch und Maurice Tallon stammt und sich heute im Museum Libanesischer Vorgeschichte an der Université Saint-Joseph befindet. Gefundene Feuersteinwerkzeuge umfassen Faustkeile und grobe Stücke, die auf das Acheuléen datiert wurden.
Joub Jannine II wurde erstmals 1957 von M. Billaux entdeckt und von Henri Fleisch 1960 als Neolithikum beschrieben. Sie liegt am rechten Ufer des Litani nordwestlich des Dorfes, 100 m vom Fluss und 100 m östlich von Cote 861. Es wurden zahlreiche Feuersteine gesammelt, darunter 944 Werkzeuge und 152 Kerne. Dies wurde erstmals von Lorraine Copeland und Peter Wescombe als Paläolithikum klassifiziert. Fleisch veröffentlichte 1960 eine hochspezialisierte archäologische Industrie mit sphärischen und dreieckigen Feuersteinwerkzeugen, die von Copeland und Wescombe als Trihedrales Neolithikum bezeichnet wurde. Über diese Industrie oder die antiken Menschen, die diese riesigen Felsbeile (d. h. Hämmer) in dieser Gegend zu Beginn der Landwirtschaft verwendeten und wofür sie sie benutzten, wurde wenig gesagt.
Das Material von Joub Jannine II wurde von Lorraine Copeland wie folgt beschrieben:

„Einzigartig im Libanon, abgesehen von vereinzelten Stücken an anderen Stätten, und besteht aus Kernwerkzeugen, die offensichtlich für einen speziellen Zweck hergestellt wurden.“

Joub Jannine III (Die Gärten) ist eine schwerneolithische Stätte der Qaraoun-Kultur, 1,5 km südlich des Dorfes entlang steiler Hänge und um die Häuser herum. Sie wurde 1957 von Henri Fleisch und Maurice Tallon entdeckt. Es wurde eine reiche Menge an Material geborgen, darunter mehrere große Abschläge und Klingen sowie eine feinere Serie von Rabots und Schabern, die sich heute im Museum Libanesischer Vorgeschichte an der Université Saint-Joseph befinden. An dieser Stätte wurden keine großen Faustkeile gefunden. Die Stätte könnte sich auf die heute zu Gärten umgewandelten Gebiete erstrecken. Im Jahr 1966 war sie von Feldfrüchten bedeckt.